# Theodor Erlandsson
Theodor Sixtus Erlandsson, född 1 februari 1869 på Öjars gård i Ekeby, Gotland, död 17 juni 1953 i Bunge, Gotland, var en svensk kulturhistoriker och museiman.

## Biografi
Erlandsson avlade folkskollärarexamen i Uppsala 1890 och var därefter folkskollärare i Bunge på Gotland till sin pensionering 1939, sist som tillsynslärare.
Han var vice ordförande i Gotlands läns landsting från 1912 och verkställande direktör i Bunge sparbank 1915–1942. Han har varit verksam som kulturhistorisk forskare och skapade bland annat det stora Kulturhistoriska museet i Bunge ("Gotlands Skansen") som kallas för Bungemuseet, varigenom han till eftervärlden såsom friluftsmuseum räddade bland annat den gamla gotländska trähusbyggnationen med bondgårdar från 1600- till 1800-talen och gotländska bildstenar.
Han utgav en rad böcker om gotländsk kulturhistoria, bl.a. En döende kultur, Gotland, dess historia och geografi (1907), Det gotländska vikingaarvet (1928).
Han erhöll som erkänsla för sin kulturhistoriska gärning guldmedaljen Illis Quorum och Patriotiska sällskapets guldmedalj, blev filosofie hedersdoktor och 1921 korresponderande ledamot av Kungliga Vitterhets Historie och Antikvitets Akademien.
Theodor Erlandsson är begravd på Bunge kyrkogård.